# 蘇霍諾西夫卡 (波爾塔瓦區)
49°28′3″N 34°48′43″E / 49.46750°N 34.81194°E
蘇霍諾西夫卡（羅馬化：Sukhonosivka）是烏克蘭中部的村莊，隸屬波爾塔瓦州的波爾塔瓦區。該村分別距離塞雷希納0.5公里和拉特希夫卡2.5公里，面積0.515平方公里，海拔高度113米，2001年人口89。